# Вівчарик філіпінський
Вівча́рик філіпінський (Phylloscopus olivaceus) — вид горобцеподібних птахів родини вівчарикових (Phylloscopidae). Ендемік Філіппін.

## Опис
Довжина птаха становить 12 см, вага 10 г. Голова і верхня частина тіла оливково-зелені, над очима світлі зеленувато-жовті "брови", через очі проходять темно-сірі смуги. Нижня частина тіла білувата.

## Поширення і екологія
Філіпінські вівчарики поширені на півдні Філіппінського архіпелагу. Вони живуть у вологих рівнинних тропічних лісах.